# Incendio en el Club Santika
El incendio del Santika Club fue ocasionado por un accidente de fuegos artificiales en una discoteca que ocurrió el jueves 1 de enero de 2009, en el Santika Club en Ekkamai, Watthana, Bangkok, donde se estaban llevando a cabo las celebraciones de Año Nuevo. 67 personas murieron y otras 222 resultaron heridas cuando un incendio arrasó el club durante la celebración de Año Nuevo mientras tocaba el grupo "Burn".   
El incendio se declaró  a las 00:35.  y entre los heridos había ciudadanos de trece países.    

## Incendio
Los investigadores no han anunciado ninguna causa oficial del incendio de Santika. Las causas sugeridas incluyen fuegos artificiales al aire libre que incendiaron el techo, bengalas encendidas dentro de la discoteca  o una explosión eléctrica.  Un testigo afirmó que no había pirotecnia en el club,  mientras que otro informó haber visto llamas en el techo después de salir a ver el espectáculo de fuegos artificiales de medianoche.[cita requerida]
Las grabaciones de vídeo del evento en el escenario interior, incluida la cuenta regresiva hasta la medianoche, muestran que solo se utilizaron bengalas navideñas comunes. El incendio se hizo visible en el interior del local aproximadamente 10 minutos después de medianoche.[cita requerida] Esto sugiere que el incendio se originó dentro del espacio del techo o en el tejado, lo que le permitió crecer en intensidad y pasar desapercibido por algún tiempo. Debido a la aplicación laxa de las normas de construcción, a menudo se utilizan papel alquitranado y plástico como materiales impermeabilizantes. Santika sólo tenía una salida principal, con una salida adicional para el personal privado.  Una tercera salida fue cerrada para evitar robos. 

## Víctimas
Alrededor de 1.000 invitados y empleados estaban en el club cuando se incendió, y se produjeron muertes por inhalación de humo, quemaduras y aplastamiento durante una estampida hacia la salida.  Los médicos afirmaron que los vapores del plástico quemado podrían haber provocado que las personas se desmayaran después de unos minutos.
Los heridos fueron trasladados a 19 hospitales,  la mayoría al Hospital de Bangkok .   Más de 100 personas resultaron heridas en este incidente.  De los 61 cadáveres, sólo 29 fueron identificados inmediatamente; de ellos, 28 eran tailandeses y el otro, singapurense.  Los cuerpos de los fallecidos fueron envueltos en tela blanca y colocados en el aparcamiento del club a la espera de ser retirados.  Se tardó hasta una semana en identificar a los demás debido a las extensas quemaduras que presentaban sus cuerpos. 

## Procedimientos penales
Pongsak Kasemsan, funcionario de Bangkok, ordenó una investigación preliminar, cuyos resultados se conocerán el 4 de enero.  Después de una inspección preliminar del sistema de seguridad del club, el teniente General de la policía, Jongrak Jutanont lo declaró "subestándar".  Se reveló que el club solo tenía un extintor de incendios y que el club nocturno estaba registrado como vendedor de comida (restaurante), lo que significa que la ley exigía que cerrara a medianoche.  El primer ministro Abhisit Vejjajiva visitó el lugar y dijo: "La pregunta es por qué permitieron que alguien llevara fuegos artificiales dentro del pub y los encendiera". 
Se iniciaron dos investigaciones paralelas, una por parte de la policía y otra por parte del Ministerio de Justicia . La policía acusó al cantante de "Burn" de encender fuegos artificiales en el escenario y al dueño del club de imprudencia y de admitir ilegalmente a menores de 19 años. La investigación del Ministerio de Justicia descubrió que la discoteca estaba registrada oficialmente como residencia privada  y, por lo tanto, nunca había recibido una inspección de seguridad contra incendios. Además, estaba en una zona donde las discotecas están prohibidas y se había falsificado la firma del arquitecto de la ciudad aprobando el diseño del club. Entre 2004 y 2006, la policía presentó 47 cargos contra los propietarios del club por funcionamiento ilegal. Sin embargo, después de eso no se presentaron cargos. Las sospechas de corrupción surgieron cuando uno de los copropietarios fue identificado como un alto oficial de policía. Cuando la investigación del Ministerio de Justicia fue entregada a la policía, fuentes cercanas al ministro informaron que estaba furioso. 
El propietario del Club Santika fue acusado, junto con otros doce directivos. El propietario también fue acusado de permitir el ingreso de un cliente menor de edad al club después de que se recuperara el cuerpo de un estudiante de 17 años. Se enfrentó a otro cargo de descuido que resultó en muerte. 
El 20 de septiembre de 2011, el Tribunal Penal del Sur de Bangkok declaró culpables de negligencia a dos personas: Wisuk Setsawat, propietario del pub, y Boonchu Laorinath, responsable de la pirotecnia. Wisuk y Boonchoo fueron condenados a tres años de cárcel. A Boonchoo también se le ordenó pagar 8,5 millones de baht en compensación a cinco demandantes, familiares de las víctimas. 
El 22 de octubre de 2013, el Tribunal de Apelaciones absolvió a Setsawat de negligencia grave .  El 25 de abril de 2014, el Tribunal Penal del Sur de Bangkok declaró a Setsawat culpable de violación del impuesto especial y lo condenó a un año de prisión. 
En noviembre de 2015, el propietario del club, Wisuk Setsawat, fue encarcelado durante tres años. 

## En la cultura popular
- El canal de televisión Modernine TV habló sobre el incendio del Santika Club en la línea de tiempo del 30 de marzo de 2015 titulada "Cuenta regresiva para la muerte de Santika".